# Jaume Fernàndez i Calvet
Jaume Fernàndez i Calvet (Barcelona, 1953) és un activista independentista català. Estudià enginyeria i participà en les mobilitzacions contra el Procés de Burgos de 1970 i a les mobilitzacions contra els afusellaments de Txiki i Otaegi el 1975, raó per la qual hagué de fugir a la Catalunya del Nord. El gener de 1976 tornà i va militar al PSAN-Provisional i després a Independentistes dels Països Catalans (IPC).
Alhora que treballava per a l'empresa IBM, el 1979 participà en la fundació dels Comitès de Solidaritat amb els Patriotes Catalans (CSPC) i fou membre dels Consells Populars de Cultura Catalana de Gràcia. El 3 de desembre fou acusat de pertànyer a Terra Lliure i hagué de fugir novament a la Catalunya del Nord, fins que fou detingut a la Guingueta d'Ix el 19 de gener de 1985 amb Montserrat Tarragó i Carles Sastre. Després fou tancat a la presó de Carabanchel. L'u d'octubre fou condemnat a sis anys de presó per "pertinença a banda armada".
El 1986 va rebre el Premi de periodisme d'investigació de la revista El Temps. Actualment és militant de base d'ERC. Està casat amb Teresa Aragonès i Perales.

## Obres
- Terra Lliure 1979-1985 Arxivat 2013-10-29 a Wayback Machine. (1986) edicions El Llamp.
- L'Ertzantza, policia de substitució (1987)